# Acer lucidum
Acer lucidum — вид клена, який був знайдений тільки в південному Китаї (Фуцзянь, Гуандун, Гуансі, Цзянсі, Сичуань).

## Опис
Дерева 5–10 метрів заввишки, однодомні. Кора сіра або сіро-коричнева. Гілочки тонкі, голі. Листя стійке: ніжки 1–1.5 см, тонкі, голі; листова пластинка абаксіально блідо-біла й гола, адаксіально блискуча й гола, від еліптичної до яйцеподібно-довгастої, 5–9 × 2–4 см, основа округла, край цільний, верхівка загострена або загострена. Суцвіття верхівкове, щиткоподібне. Чашолистків 5, жовтувато-зелені, довгасті. Пелюсток 5, обернено-яйцювато-довгасті. Тичинок 8, у тичинкових квіток 3–4 мм, у маточкових значно коротші. Плід коричнево-жовтий; горішки опуклі, ≈ 7 × 5 мм; крило з горішком 2–2.5 см. Квітне у березні й квітні, плодить у серпні й вересні.